# Malësia e Madhe
Malësia e Madhe (albanska: Malësi e Madhe med böjningsformen Malësia e Madhe) är en kommun i Shkodër prefektur i norra Albanien. Det är en del av de Nordalbanska alperna.